# Wildbergstraße (Linz)
Die Wildbergstraße ist eine Straße in der oberösterreichischen Landeshauptstadt Linz. Sie verläuft von der Verlängerten Kirchengasse in nördlicher Richtung bis zur Freistädter Straße und wurde 1903 nach dem im Haselgraben gelegenen Schloss und der Burgruine Wildberg benannt.

## Lage und Charakteristik
Die Wildbergstraße ist im ersten Abschnitt die Zu- und Abfahrt vom Jahrmarktgelände, ab der Ferihumerstraße ist sie Teil der B 127 Rohrbacher Straße.

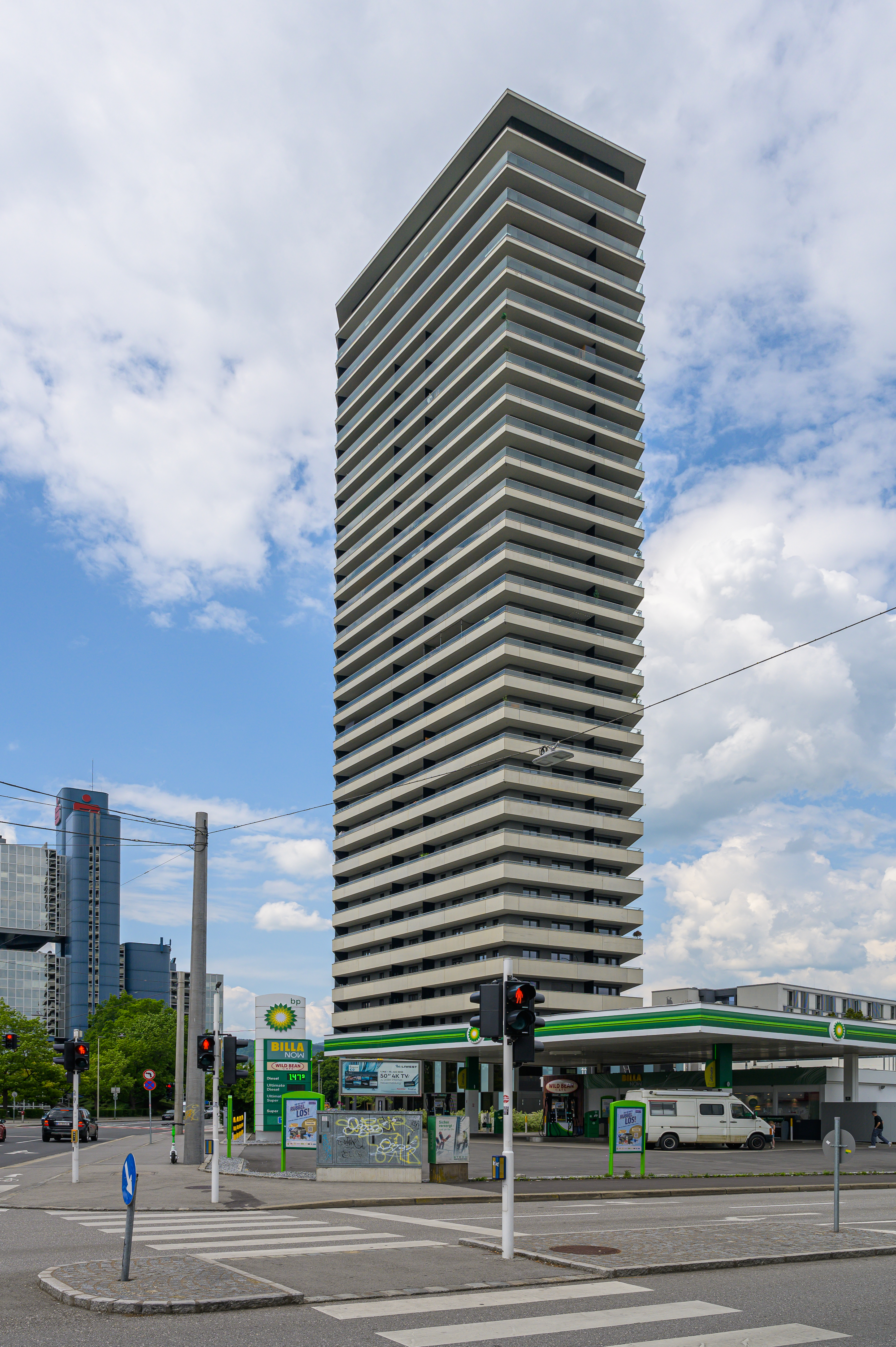
Die Wildbergstraße mit dem Bruckner-Tower bei der Kreuzung mit der Reindlstraße

## Gebäude

### Nr. 18
Bruckner-Tower

### Nr. 30
Christkönigkirche